# Francesco Oliva
Francesco Oliva (* 14. ledna 1951 Papasidero) je italský římskokatolický duchovní a biskup Locri-Gerace.

## Život
Narodil se 14. ledna 1951 v Papasideru.
Vstoupil do Papežského regionálního semináře v Catanzaru. Dne 5. ledna 1976 byl biskupem Domenicem Vacchianem vysvěcen na kněze a inkardinován do diecéze Cassano all'Jonio. Poté odešel do Říma, kde z Vatikánského apoštolského archivu získal diplom archiváře a do roku 1978 sloužil ve farnosti Santa Gemma Galgani. Následně se vrátil do své rodné diecéze, kde se stal farním vikářem farnosti Santa Maria del Piano ve Verbicaro a kanovníkem katedrály.
Roku 1981 obhájil na Papežské lateránské univerzitě doktorát z obojího práva a byl jmenován defensorem vinculi církevního regionálního soudu Kalábrie. Zastával také funkci pro-rektora semináře, spirituála semináře či předsedy Diecézního institutu pro podporu duchovenstva. Od roku 1985 až do biskupského jmenování sloužil ve farnosti San Girolamo v Castrovillari.
Roku 1991 obdržel od Tribunálu Římské roty diplom advokáta roty a titul z pedagogiky na Libera Università Maria Santissima Assunta. Věnoval se akademické činnosti na Teologickém institutu v Catanzaru a na Univerzitě Catanzaro. V letech 2006–2012 byl okrskovým vikářem Castrovillari.
Roku 2008 byl jmenován generálním vikářem diecéze a 22. srpna mu byl udělen titul Prelát Jeho Svatosti. Dne 5. května 2014 jej papež František jmenoval biskupem Locri-Gerace. Biskupské svěcení přijal 20. července z rukou biskupa Nunzia Galantina a spolusvětiteli byli arcibiskup Giuseppe Fiorini Morosini a arcibiskup Salvatore Nunnari.
Od 1. července 2021 do 19. srpna byl apoštolským administrátorem diecéze Mileto-Nicotera-Tropea.